# Jean-Louis Pariselle
Pour les articles homonymes, voir Pariselle.
Jean-Louis Pariselle est un sculpteur français, né le 8 mars 1917 à Châlons-en-Champagne et mort le 4 octobre 2008 à Auxerre, maire adjoint de Joinville-le-Pont (Val-de-Marne).

## Biographie
Né le 8 mars 1917 à Châlons-sur-Marne (aujourd'hui Châlons-en-Champagne dans le département de la Marne), Jean-Louis Pariselle entre à l'École Boulle en 1931 à Paris et en sort diplômé en 1935. Il se partagera ensuite entre la Bourgogne où il grandit puis retourne y vivre pour sa retraite, et l'Île-de-France où il aura l’essentiel de son activité artistique et politique.
De 1953 à 1977, il est dessinateur projeteur dans un grand magasin parisien, Les Nouvelles Galeries, dont il devient le décorateur attitré. Il réalise par exemple entièrement l'agencement intérieur du magasin de Metz.
Sa passion du bois ne le quitte pas et Jean-Louis Pariselle réalise, dans des formes classiques, des recherches sur la sobriété du volume : personnages, animaux ou œuvres non figuratives. Il installe son atelier dans un pavillon de l’avenue des Platanes, dans le quartier de Palissy (Joinville-le-Pont), puis à Champs-sur-Yonne en Bourgogne-Franche-Comté.

## Expositions et hommage
Jean-Louis Pariselle expose notamment au Salon des artistes français de 1949 à 2007. On le voit aussi au Salon des indépendants (1953 et 1954), au Salon de l'art libre (1962 et 1963), ainsi que dans de nombreux lieux du Val-de-Marne ou de l’Yonne en particulier.
Les outils de Jean-Louis Pariselle ont été légués à l'école Boulle où ils sont exposés depuis octobre 2013 dans une vitrine spéciale.
Les œuvres ont fait l’objet d’un legs de son épouse Simone Pariselle (1922-2013) en 2012 à la commune de Champs-sur-Yonne qui en assurera la présentation. 
Jean-Louis Pariselle est médaillé des Arts et Lettres.

## Adjoint au maire à Joinville-le-Pont
Militant du parti socialiste, Jean-Louis Pariselle est élu conseiller municipal de Joinville-le-Pont lors d’un scrutin partiel en 1978. Il devient adjoint au maire dans la municipalité de gauche dirigée par Guy Gibout, (PCF), et est chargé des affaires scolaires. Il ne se représente pas en 1983.
Jean-Louis Pariselle meurt le 4 octobre 2008 à Auxerre. Il est inhumé à Joinville-le-Pont.